# Čiližská Radvaň
Čiližská Radvaň (bis 1960 slowakisch „Čilizská Radvaň“; ungarisch Csilizradvány – bis 1863 Radvány) ist eine Gemeinde im Südwesten der Slowakei mit 1163 Einwohnern (Stand 31. Dezember 2024). Sie gehört zum Okres Dunajská Streda, einem Teil des Trnavský kraj.

## Geographie

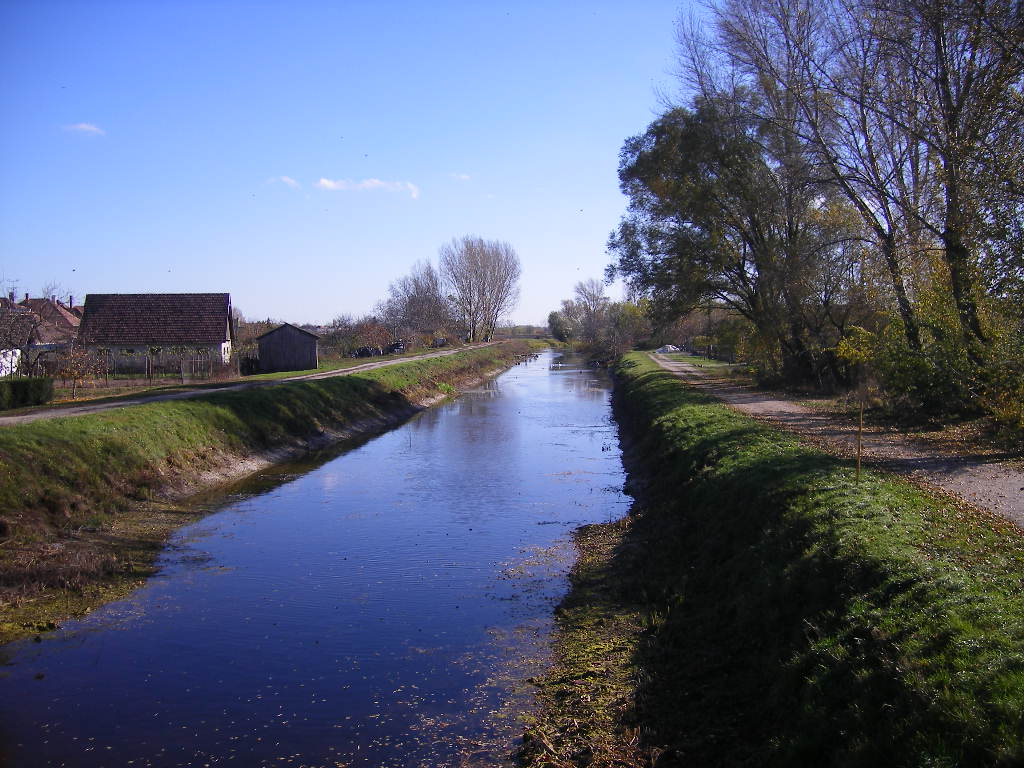
Einer von mehreren Kanälen bei Čiližská Radvaň

Die Gemeinde befindet sich im südöstlichen Teil der Großen Schüttinsel nahe der ungarischen Grenze. Das Gemeindegebiet ist flach, entwaldet und von Auböden bedeckt; es ist zudem von mehreren Kanälen und kleineren Fließgewässern wie dem Bach Čiližský potok durchzogen. Das Ortszentrum liegt auf einer Höhe von 111 m n.m. und ist siebeneinhalb Kilometer von Veľký Meder sowie 21 Kilometer von Dunajská Streda entfernt.
Zur Gemeinde gehört auch der südlich gelegene Weiler Vrbina (ungarisch Füzespuszta).
Nachbargemeinden sind Pataš im Norden, Veľký Meder im Nordosten und Osten, kurz Číčov im Südosten, Kľúčovec und Medveďov im Süden und Baloň im Westen.

## Geschichte

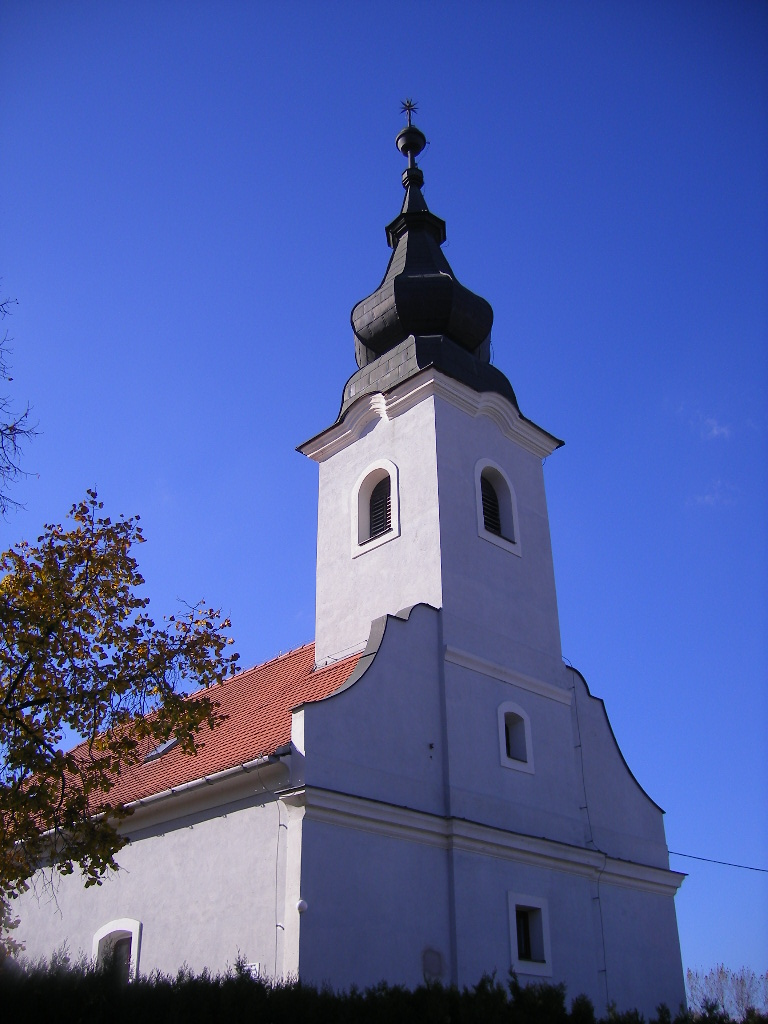
Reformierte Kirche

Der Ort wurde zum ersten Mal 1252 als Roduan schriftlich erwähnt und gehörte zum Herrschaftsgut des Klosters am Zobor, im 15. Jahrhundert der Familie Dóczy, im 16. Jahrhundert den Geschlechtern Komorjay, Lipcsey und Both sowie weiteren. Im 19. Jahrhundert gehörte ein Großteil der Güter der Familien Illésházy und Batthyány. 1828 zählte man 79 Häuser und 432 Einwohner, die von der Landwirtschaft lebten. 1861 brannte fast die gesamte Ortschaft aus, wobei auch die Dorfkirche stark beschädigt wurde.
Bis 1919 gehörte der im Komitat Raab liegende Ort zum Königreich Ungarn und kam danach zur Tschechoslowakei beziehungsweise heute Slowakei. 1938–45 lag er aufgrund des Ersten Wiener Schiedsspruchs noch einmal in Ungarn.
1965 wurde Čiližská Radvaň nach einem Dammbruch von einem Donauhochwasser heimgesucht.

## Bevölkerung
| Jahr                | 1994 | 2004    | 2014    | 2024    |
| ------------------- | ---- | ------- | ------- | ------- |
| Anzahl der Personen | 1164 | 1277    | 1188    | 1163    |
| Unterschied         |      | +9,70 % | −6,96 % | −2,10 % |

| Jahr                | 2023 | 2024    |
| ------------------- | ---- | ------- |
| Anzahl der Personen | 1159 | 1163    |
| Unterschied         |      | +0,34 % |

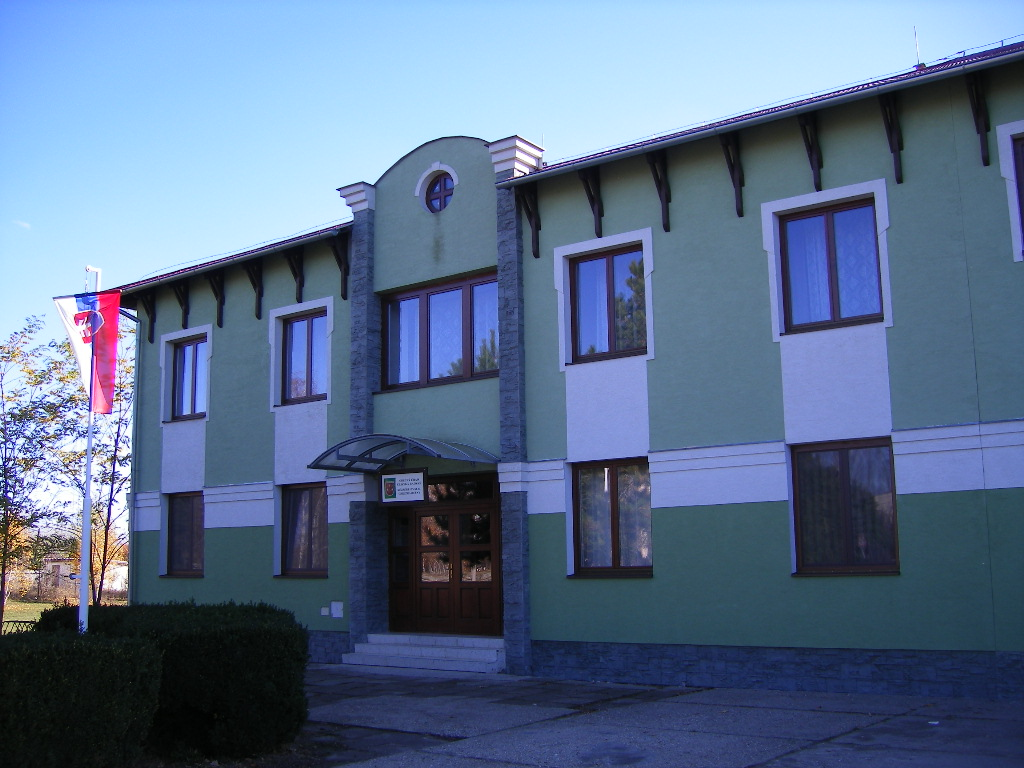
Gemeindeamt von Čiližská Radvaň

Nach der Volkszählung 2011 wohnten in Čiližská Radvaň 1205 Einwohner, davon 1128 Magyaren, 65 Slowaken, acht Tschechen und ein Kroate. Drei Einwohner machten keine Angabe. 478 Einwohner bekannten sich zur römisch-katholischen Kirche, 442 Einwohner zur reformierten Kirche, sieben Einwohner zu den Zeugen Jehovas, sechs Einwohner zur altkatholischen Kirche, vier Einwohner zur griechisch-katholischen Kirche, drei Einwohner zur evangelischen Kirche A. B., zwei Einwohner zur kongregationalistischen Kirche und jeweils ein Einwohner zu den Mormonen sowie Siebenten-Tags-Adventisten und zur evangelisch-methodistischen Kirche sowie tschechoslowakisch-hussitischen Kirche; vier Einwohner bekannten sich zu einer anderen Konfession. 222 Einwohner waren konfessionslos und bei 33 Einwohnern wurde die Konfession nicht ermittelt.

## Bauwerke
- reformierte Kirche im klassizistischen Stil aus dem Jahr 1794, die geschichtlich an eine ältere gotische Kirche aus der Herrschaftszeit der Árpáden anschließt.